# Ostasiatischer Schlammpeitzger
Der Ostasiatische Schlammpeitzger (Misgurnus anguillicaudatus) ist eine Fischart aus der Familie der Schmerlen (Cobitidae). Das natürliche Verbreitungsgebiet der Art liegt in Nordostasien, wo sie in China und Nordost-Myanmar, sowie auf Taiwan und den Inseln Japans vorkommt. Die Art wird befischt und in Aquakultur gezogen. Sie ist auch ein beliebter Aquarien- und Köderfisch und wurde in verschiedenen Regionen durch den Menschen angesiedelt, wo sie auf Grund ihrer Anpassungsfähigkeit als Nahrungskonkurrenten und möglicher Krankheitsüberträger teilweise als Bedrohung für einheimische Fischarten gelten.

## Merkmale
Ostasiatische Schlammpeitzger haben einen annähernd zylindrischen, aalartigen Körper mit leicht abfallendem Kopf mit stumpfer Schnauze und seitlich abgeflachtem Schwanzende. Die Gesamtlänge beträgt bis zu 28 Zentimeter. Sie sind oberseits gelblich-braun bis braun mit grünlich grau-brauner bis dunkelbrauner Marmorierung, die sich auch auf der Rücken- und Afterflosse finden. Der Bauch ist hellgelblich bis blasssilbrig. Der Körper ist von sehr kleinen, schleimbedeckten Cycloidschuppen bedeckt, von denen entlang der Körperachse 140 bis 170 liegen. Der Kopf ist schuppenfrei. Das Maul ist unterständig, klein und bogenförmig mit dicken, fleischigen Lippen. Es ist von sechs Barteln umgeben, von denen vier am Oberkiefer, zwei am Unterkiefer nahe der Mundwinkel und zwei am Kinn sitzen. Die kleinen Augen sitzen weit oben am Kopf. Das Seitenlinienorgan ist kurz und reicht nur bis zu den Brustflossen. Diese tragen einen kräftigen Hartstrahl. Die Rückenflosse beginnt etwa auf halber Strecke zwischen den Brustflossen und der Schwanzflosse und weist drei Hart- und sechs oder sieben Weichstrahlen auf. Die Bauchflossen beginnen knapp hinter dem Ansatz der Rückenflosse und weisen einen Hartstrahl und fünf oder sechs Weichstrahlen auf. Die Afterflosse hat sieben oder acht Weichstrahlen. Die Schwanzflosse endet abgerundet und weist an ihrem Stiel oben und unten Fettwülste auf.
Die Männchen weisen etwas größere Brustflossen auf, während bei den Weibchen der Bauch kräftiger ist.

## Lebensweise
Ostasiatische Schlammpeitzger besiedeln alle Arten langsam fließender oder stehender Gewässer, bevorzugt mit flachem Wasser und schlammigem oder an Pflanzenresten reichem Grund, in dem sie sich vergraben können. Sie können in Flüssen, Bächen, Seen, Tümpeln, aber auch in Sümpfen und Reisfeldern gefunden werden. Auf Grund der Fähigkeit, Luft aufzunehmen und über ein Hilfsorgan in den Eingeweiden zu veratmen, können sie auch in sehr sauerstoffarmen Gewässern überleben. Sie sind bei Temperaturen von 2 bis 30 °C aktiv und können ungünstige Bedingungen wie Trockenheit oder Kälte mehrere Monate im Schlamm vergraben überstehen.
Die Tiere sind vorwiegend nachts, aber auch tagsüber vor Unwettern aktiv, weshalb sie teilweise als „Wetterfische“ bezeichnet werden. Als Nahrung dienen vorwiegend bodenlebende Wirbellose, aber auch Pflanzenreste und Algen.

## Fortpflanzung
Ostasiatische Schlammpeitzger pflanzen sich mehrmals im Jahr von Mitte April bis in den frühen Oktober fort. Die 1800 bis 15500 Eier sind rot und klebrig. Die Fortpflanzungsreife wird von Männchen mit etwa einem, von Weibchen mit ein oder zwei Jahren erreicht.
Neben der normalen sexuellen Fortpflanzung können einige Weibchen auch nicht-reduzierte, diploide Eier bilden, die sich ohne Befruchtung zu normalen diploiden Tieren (mit 2n=50) oder nach Befruchtung durch ein Spermium zu triploiden Tieren entwickeln. Daneben kommen auch tetraploide Tiere vor. Innerhalb der Art könnten dabei verschiedene Populationen mit unterschiedlichen Fortpflanzungsstrategien bestehen.